# Norma Silvia López Cano Aveleyra
Norma Silvia López Cano Aveleyra (Ciudad de México, 20 de diciembre de 1942) es una política y jurista mexicana, miembro del Partido Revolucionario Institucional. Especialista en temas de derecho agrario, fue diputada federal de 1982 a 1985.

## Biografía
Es licenciada en Derecho egresado de la entonces Escuela Nacional de Jurisprudencia de la Universidad Nacional Autónoma de México (UNAM) con tesis titulada: «Evolución de los derechos agrarios de las mujeres»; tiene estudios de maestría en Administración Pública en la Universidad de Míchigan en Ann Arbor; y de doctorado en la Universidad Nacional Autónoma de México. De 1965 a 1973 fue profesora de Derecho Agrario en la UNAM y ocupó el cargo de asesora en el Departamento de Asuntos Agrarios y Colonización.
Miembro activo del PRI, fue delegada del partido en varios estados, presidenta del comité del distrito 7 del Distrito Federal, y coordinadora del comité de Asambleas del comité ejecutivo nacional, así como integrante del consejo político nacional. También fue delegada de la Confederación Nacional Campesina (CNC) en los estados de Querétaro y Puebla.
En 1982 fue elegida diputada federal por el Distrito 40 del Distrito Federal a la LII Legislatura que concluyó en 1985. 
En 2006 fue directora de Servicios Parlamentarios de la Cámara de Diputados y de 2009 a 2012 fue diputada federal suplente por la vía de la representación proporcional a la LXI Legislatura, aunque nunca ejerció la diputación de la que era titular Humberto Benítez Treviño.
El 19 de febrero de 2013 fue nombrada directora general Jurídica y de Representación Agraria de la Procuraduría Agraria por el titular de ésta, Cruz López Aguilar, al iniciar el gobierno de Enrique Peña Nieto y permaneció en dicho cargo hasta el 4 de noviembre de 2014.